# 東京都人材支援事業団
一般財団法人東京都人材支援事業団（とうきょうとじんざいしえんじぎょうだん）は、東京都知事所管の財団法人。2010年まで財団法人東京都福利厚生事業団。